# Capital Bra/Diskografie
Diese Diskografie ist eine Übersicht über die musikalischen Werke des in Deutschland wirkenden ukrainischen Rappers Capital Bra und seiner Pseudonyme wie Capital und Joker Bra. Den Schallplattenauszeichnungen zufolge hat er bisher mehr als 12,4 Millionen Tonträger verkauft, wovon er allein in Deutschland bis heute über 12,2 Millionen Tonträger verkaufte und somit zu den Interpreten mit den meisten verkauften Tonträgern des Landes zählt. Seine erfolgreichste Veröffentlichung ist die Single Neymar mit über 900.000 verkauften Einheiten.

## Alben

### Studioalben
| Jahr | Titel Musiklabel                       | Höchstplatzierung, Gesamtwochen, AuszeichnungChartplatzierungen (Jahr, Titel, Musiklabel, Platzierungen, Wochen, Auszeichnungen, Anmerkungen) | Höchstplatzierung, Gesamtwochen, AuszeichnungChartplatzierungen (Jahr, Titel, Musiklabel, Platzierungen, Wochen, Auszeichnungen, Anmerkungen) | Höchstplatzierung, Gesamtwochen, AuszeichnungChartplatzierungen (Jahr, Titel, Musiklabel, Platzierungen, Wochen, Auszeichnungen, Anmerkungen) | Anmerkungen                                                  |
| Jahr | Titel Musiklabel                       | DE | AT | CH | Anmerkungen                                                  |
| ---- | -------------------------------------- | --- | --- | --- | ------------------------------------------------------------ |
| 2016 | Kuku Bra Baba City • Chapter ONE (UMG) | DE32 (1 Wo.)DE | AT61 (1 Wo.)AT | — | Erstveröffentlichung: 29. Januar 2016                        |
| 2017 | Makarov Komplex Auf!Keinen!Fall! (UMG) | DE2 Gold · (8 Wo.)DE | AT1 (3 Wo.)AT | CH5 (3 Wo.)CH | Erstveröffentlichung: 3. Februar 2017 Verkäufe: + 100.000    |
| 2017 | Blyat Auf!Keinen!Fall! (UMG)           | DE3 Gold · (51 Wo.)DE | AT3 (27 Wo.)AT | CH5 (4 Wo.)CH | Erstveröffentlichung: 29. September 2017 Verkäufe: + 100.000 |
| 2018 | Berlin lebt Team Kuku (Sony)           | DE1 Gold · (55 Wo.)DE | AT1 (59 Wo.)AT | CH1 (32 Wo.)CH | Erstveröffentlichung: 22. Juni 2018 Verkäufe: + 100.000      |
| 2018 | Allein Team Kuku (Sony)                | DE2 (17 Wo.)DE | AT3 (15 Wo.)AT | CH5 (9 Wo.)CH | Erstveröffentlichung: 2. November 2018                       |
| 2019 | CB6 Bra Musik • Urban Records (UMG)    | DE1 Gold · (54 Wo.)DE | AT1 (76 Wo.)AT | CH2 (49 Wo.)CH | Erstveröffentlichung: 12. April 2019 Verkäufe: + 100.000     |
| 2020 | CB7 Bra Musik • Urban Records (UMG)    | DE1 (24 Wo.)DE | AT1 (38 Wo.)AT | CH1 (35 Wo.)CH | Erstveröffentlichung: 18. September 2020                     |
| 2022 | 8 Bra Musik • Urban Records (UMG)      | DE4 (7 Wo.)DE | AT3 (7 Wo.)AT | CH6 (8 Wo.)CH | Erstveröffentlichung: 10. März 2022                          |
| 2024 | Vladyslav Bra Musik (UMG)              | DE38 (1 Wo.)DE | AT56 (1 Wo.)AT | CH23 (1 Wo.)CH | Erstveröffentlichung: 11. April 2024                         |

### Kollaboalben
| Jahr | Titel Musiklabel                                      | Höchstplatzierung, Gesamtwochen, AuszeichnungChartplatzierungen (Jahr, Titel, Musiklabel, Platzierungen, Wochen, Auszeichnungen, Anmerkungen) | Höchstplatzierung, Gesamtwochen, AuszeichnungChartplatzierungen (Jahr, Titel, Musiklabel, Platzierungen, Wochen, Auszeichnungen, Anmerkungen) | Höchstplatzierung, Gesamtwochen, AuszeichnungChartplatzierungen (Jahr, Titel, Musiklabel, Platzierungen, Wochen, Auszeichnungen, Anmerkungen) | Anmerkungen                                                          |
| Jahr | Titel Musiklabel                                      | DE | AT | CH | Anmerkungen                                                          |
| ---- | ----------------------------------------------------- | --- | --- | --- | -------------------------------------------------------------------- |
| 2019 | Berlin lebt 2 Urban Records (UMG)                     | DE1 Gold · (51 Wo.)DE | AT1 (65 Wo.)AT | CH1 (52 Wo.)CH | Erstveröffentlichung: 4. Oktober 2019 Verkäufe: + 100.000; mit Samra |
| 2022 | Deutschrap brandneu Banger Musik • Warner Music (WMG) | DE1 (5 Wo.)DE | AT2 (3 Wo.)AT | CH1 (4 Wo.)CH | Erstveröffentlichung: 15. Juli 2022 mit Farid Bang                   |

### EPs
| Jahr | Titel Musiklabel                      | Höchstplatzierung, Gesamtwochen, AuszeichnungChartplatzierungen (Jahr, Titel, Musiklabel, Platzierungen, Wochen, Auszeichnungen, Anmerkungen) | Höchstplatzierung, Gesamtwochen, AuszeichnungChartplatzierungen (Jahr, Titel, Musiklabel, Platzierungen, Wochen, Auszeichnungen, Anmerkungen) | Höchstplatzierung, Gesamtwochen, AuszeichnungChartplatzierungen (Jahr, Titel, Musiklabel, Platzierungen, Wochen, Auszeichnungen, Anmerkungen) | Anmerkungen                                 |
| Jahr | Titel Musiklabel                      | DE | AT | CH | Anmerkungen                                 |
| ---- | ------------------------------------- | --- | --- | --- | ------------------------------------------- |
| 2017 | Ibrakadabra Auf!Keinen!Fall! (UMG)    | — | — | CH77 (1 Wo.)CH | Erstveröffentlichung: 9. Mai 2017           |
| 2024 | Unreleased Treasure Box Records (TBR) | — | — | — | Erstveröffentlichung: 5. Juli 2024 mit Caps |

## Singles

### Als Leadmusiker
| Jahr | Titel Album                             | Höchstplatzierung, Gesamtwochen, AuszeichnungChartplatzierungen (Jahr, Titel, Album, Platzierungen, Wochen, Auszeichnungen, Anmerkungen) | Höchstplatzierung, Gesamtwochen, AuszeichnungChartplatzierungen (Jahr, Titel, Album, Platzierungen, Wochen, Auszeichnungen, Anmerkungen) | Höchstplatzierung, Gesamtwochen, AuszeichnungChartplatzierungen (Jahr, Titel, Album, Platzierungen, Wochen, Auszeichnungen, Anmerkungen) | Anmerkungen                                                                                       |
| Jahr | Titel Album                             | DE | AT | CH | Anmerkungen                                                                                       |
| --- | --------------------------------------- | --- | --- | --- | ------------------------------------------------------------------------------------------------- |
| 2017 | Es geht ums Geschäft Makarov Komplex    | DE76 (2 Wo.)DE | — | — | Erstveröffentlichung: 15. Januar 2017                                                             |
| 2017 | Nur noch Gucci Blyat                    | DE43 Gold · (19 Wo.)DE | AT72 (1 Wo.)AT | — | Erstveröffentlichung: 2. Juli 2017 Verkäufe: + 200.000                                            |
| 2017 | Ghetto Massari Blyat                    | DE93 (1 Wo.)DE | — | — | Erstveröffentlichung: 30. Juli 2017                                                               |
| 2017 | Olé Olé Blyat                           | DE36 Gold · (22 Wo.)DE | AT70 (1 Wo.)AT | — | Erstveröffentlichung: 11. August 2017 Verkäufe: + 200.000; feat. Joshi Mizu & RAF Camora          |
| 2017 | Kuku SLS Blyat                          | DE74 (3 Wo.)DE | — | — | Erstveröffentlichung: 3. September 2017 feat. Gringo44                                            |
| 2018 | 5 Songs in einer Nacht Berlin lebt      | DE1 Gold · (21 Wo.)DE | AT2 (15 Wo.)AT | CH8 (9 Wo.)CH | Erstveröffentlichung: 6. April 2018 Verkäufe: + 200.000                                           |
| 2018 | Neymar Berlin lebt                      | DE1 ×3Dreifachgold · (42 Wo.)DE | AT1 (32 Wo.)AT | CH3 (22 Wo.)CH | Erstveröffentlichung: 27. April 2018 Verkäufe: + 900.000; feat. Ufo361                            |
| 2018 | One Night Stand Berlin lebt             | DE1 Platin · (30 Wo.)DE | AT1 (18 Wo.)AT | CH2 (16 Wo.)CH | Erstveröffentlichung: 25. Mai 2018 Verkäufe: + 400.000                                            |
| 2018 | Berlin lebt                             | DE1 Gold · (16 Wo.)DE | AT1 (13 Wo.)AT | CH2 (8 Wo.)CH | Erstveröffentlichung: 8. Juni 2018 Verkäufe: + 200.000                                            |
| 2018 | Melodien Fickt euch alle EP             | DE1 Platin · (33 Wo.)DE | AT1 (26 Wo.)AT | CH1 (13 Wo.)CH | Erstveröffentlichung: 3. August 2018 Verkäufe: + 400.000; feat. Juju                              |
| 2018 | Fightclub Allein                        | DE3 (6 Wo.)DE | AT5 (2 Wo.)AT | CH9 (2 Wo.)CH | Erstveröffentlichung: 12. Oktober 2018 feat. AK Ausserkontrolle & Samra                           |
| 2018 | Roli Glitzer Glitzer Allein             | DE1 Gold · (12 Wo.)DE | AT4 (6 Wo.)AT | CH7 (3 Wo.)CH | Erstveröffentlichung: 19. Oktober 2018 Verkäufe: + 200.000; feat. Eno & Luciano                   |
| 2018 | Allein                                  | DE2 Gold · (15 Wo.)DE | AT2 (13 Wo.)AT | CH4 (9 Wo.)CH | Erstveröffentlichung: 26. Oktober 2018 Verkäufe: + 200.000                                        |
| 2018 | Ich liebe es Allein                     | DE3 Gold · (20 Wo.)DE | AT6 (17 Wo.)AT | CH13 (7 Wo.)CH | Erstveröffentlichung: 26. Oktober 2018 Verkäufe: + 200.000; feat. Samy & Xatar                    |
| 2018 | Feuer –                                 | DE4 (13 Wo.)DE | AT8 (10 Wo.)AT | CH11 (9 Wo.)CH | Erstveröffentlichung: 30. November 2018                                                           |
| 2018 | Benzema CB6                             | DE1 Platin · (23 Wo.)DE | AT2 (16 Wo.)AT | CH2 (12 Wo.)CH | Erstveröffentlichung: 21. Dezember 2018 Verkäufe: + 400.000                                       |
| 2018 | Irgendwas anderes –                     | — | — | — | Erstveröffentlichung: 5. November 2018 als Joker Bra                                              |
| 2018 | RS6 –                                   | — | — | — | Erstveröffentlichung: 7. November 2018 als Joker Bra                                              |
| 2018 | Erklärt –                               | — | — | — | Erstveröffentlichung: 12. November 2018 als Joker Bra                                             |
| 2018 | Schizo –                                | — | — | — | Erstveröffentlichung: 13. Dezember 2018 als Joker Bra                                             |
| 2018 | Der Vogel –                             | — | — | — | Erstveröffentlichung: 16. Dezember 2018 als Joker Bra                                             |
| 2019 | Lecker lecker –                         | — | — | — | Erstveröffentlichung: 3. Januar 2019 als Joker Bra                                                |
| 2019 | Fick 31er –                             | — | — | — | Erstveröffentlichung: 22. Januar 2019 als Joker Bra feat. Samra                                   |
| 2019 | Prinzessa CB6                           | DE1 Platin · (23 Wo.)DE | AT1 (24 Wo.)AT | CH1 (11 Wo.)CH | Erstveröffentlichung: 25. Januar 2019 Verkäufe: + 400.000                                         |
| 2019 | Mmh –                                   | — | — | — | Erstveröffentlichung: 19. Februar 2019 als Joker Bra feat. Brudi030 & Gringo                      |
| 2019 | Teuer –                                 | — | — | — | Erstveröffentlichung: 19. Februar 2019                                                            |
| 2019 | Capital Bra je m’appelle CB6            | DE3 Gold · (11 Wo.)DE | AT1 (7 Wo.)AT | CH4 (4 Wo.)CH | Erstveröffentlichung: 22. Februar 2019 Verkäufe: + 200.000                                        |
| 2019 | Dresscode Gucci –                       | DE56 (2 Wo.)DE | — | — | Erstveröffentlichung: 8. März 2019 als Joker Bra                                                  |
| 2019 | Wir ticken CB6                          | DE1 Gold · (13 Wo.)DE | AT1 (13 Wo.)AT | CH1 (10 Wo.)CH | Erstveröffentlichung: 15. März 2019 Verkäufe: + 200.000; feat. Samra                              |
| 2019 | Cherry Lady –                           | DE1 Platin · (22 Wo.)DE | AT1 (18 Wo.)AT | CH1 (17 Wo.)CH | Erstveröffentlichung: 22. März 2019 Verkäufe: + 400.000; Original: Modern Talking                 |
| 2019 | Rolex CB6                               | DE2 Gold · (17 Wo.)DE | AT1 (16 Wo.)AT | CH1 (13 Wo.)CH | Erstveröffentlichung: 12. April 2019 Verkäufe: + 200.000; feat. KC Rebell & Summer Cem            |
| 2019 | Wieder Lila –                           | DE1 Platin · (38 Wo.)DE | AT1 (35 Wo.)AT | CH2 (27 Wo.)CH | Erstveröffentlichung: 17. Mai 2019 Verkäufe: + 400.000; mit Samra                                 |
| 2019 | Royal Rumble –                          | DE1 Gold · (10 Wo.)DE | AT3 (7 Wo.)AT | CH4 (5 Wo.)CH | Erstveröffentlichung: 14. Juni 2019 Verkäufe: + 200.000 mit Kalazh44 & Samra feat. Luciano & Nimo |
| 2019 | Tilidin Berlin lebt 2                   | DE1 ×3Dreifachgold · (40 Wo.)DE | AT1 ×2Doppelplatin · (38 Wo.)AT | CH1 (35 Wo.)CH | Erstveröffentlichung: 20. Juni 2019 Verkäufe: + 660.000; mit Samra                                |
| 2019 | Zombie Berlin lebt 2                    | DE1 Gold · (14 Wo.)DE | AT2 (9 Wo.)AT | CH6 (7 Wo.)CH | Erstveröffentlichung: 11. Juli 2019 Verkäufe: + 200.000; mit Samra                                |
| 2019 | Nummer 1 Berlin lebt 2                  | DE1 Gold · (11 Wo.)DE | AT1 (6 Wo.)AT | CH2 (6 Wo.)CH | Erstveröffentlichung: 22. August 2019 Verkäufe: + 200.000; mit Samra                              |
| 2019 | Huracan Berlin lebt 2                   | DE3 Gold · (13 Wo.)DE | AT2 (13 Wo.)AT | CH3 (9 Wo.)CH | Erstveröffentlichung: 5. September 2019 Verkäufe: + 200.000; mit Samra                            |
| 2019 | 110 Berlin lebt 2                       | DE1 ×2Doppelplatin · (44 Wo.)DE | AT2 Gold · (38 Wo.)AT | CH2 (37 Wo.)CH | Erstveröffentlichung: 19. September 2019 Verkäufe: + 815.000; mit Samra feat. Lea                 |
| 2019 | Berlin lebt wie nie zuvor Berlin lebt 2 | DE5 (9 Wo.)DE | AT5 (5 Wo.)AT | CH5 (5 Wo.)CH | Erstveröffentlichung: 4. Oktober 2019 mit Samra                                                   |
| 2019 | Der Bratan bleibt der gleiche CB7       | DE1 Gold · (11 Wo.)DE | AT1 (9 Wo.)AT | CH2 (9 Wo.)CH | Erstveröffentlichung: 28. November 2019 Verkäufe: + 200.000                                       |
| 2020 | Baby Anders                             | DE1 Platin · (19 Wo.)DE | AT1 Platin · (16 Wo.)AT | CH3 (8 Wo.)CH | Erstveröffentlichung: 29. Januar 2020 Verkäufe: + 430.000; als Joker Bra mit Vize                 |
| 2020 | Amex Black Anders                       | DE14 (3 Wo.)DE | AT15 (3 Wo.)AT | CH31 (2 Wo.)CH | Erstveröffentlichung: 14. Februar 2020 als Joker Bra                                              |
| 2020 | 100k Cash CB7                           | DE3 (5 Wo.)DE | AT2 (5 Wo.)AT | CH3 (4 Wo.)CH | Erstveröffentlichung: 27. Februar 2020 feat. Samra                                                |
| 2020 | Passt mir so gar nicht Anders           | DE46 (2 Wo.)DE | AT60 (1 Wo.)AT | — | Erstveröffentlichung: 8. März 2020 als Joker Bra                                                  |
| 2020 | Nicht verdient CB7                      | DE1 Gold · (13 Wo.)DE | AT1 Gold · (10 Wo.)AT | CH1 (9 Wo.)CH | Erstveröffentlichung: 29. April 2020 Verkäufe: + 215.000; feat. Loredana                          |
| 2020 | Komm Komm CB7                           | DE2 (5 Wo.)DE | AT2 (4 Wo.)AT | CH3 (4 Wo.)CH | Erstveröffentlichung: 21. Mai 2020                                                                |
| 2020 | Ich weiß nicht mal wie sie heißt CB7    | DE3 Gold · (10 Wo.)DE | AT2 Gold · (8 Wo.)AT | CH3 (5 Wo.)CH | Erstveröffentlichung: 18. Juni 2020 Verkäufe: + 215.000; feat. Bozza                              |
| 2020 | Andere Welt CB7                         | DE2 Gold · (16 Wo.)DE | AT2 Gold · (14 Wo.)AT | CH3 (10 Wo.)CH | Erstveröffentlichung: 23. Juli 2020 Verkäufe: + 215.000; feat. Clueso & KC Rebell                 |
| 2020 | Ausziehen –                             | — | — | — | Erstveröffentlichung: 8. August 2020 als Joker Bra                                                |
| 2020 | Frühstück in Paris CB7                  | DE1 Gold · (14 Wo.)DE | AT1 Gold · (14 Wo.)AT | CH3 (12 Wo.)CH | Erstveröffentlichung: 20. August 2020 Verkäufe: + 215.000; feat. Cro                              |
| 2020 | Paradise –                              | DE4 Platin · (37 Wo.)DE | AT2 (57 Wo.)AT | CH98 (1 Wo.)CH | Erstveröffentlichung: 21. August 2020 Verkäufe: + 400.000; als Joker Bra mit Leony & Vize         |
| 2020 | Berlin lebt immer noch –                | DE9 (2 Wo.)DE | AT15 (2 Wo.)AT | CH14 (1 Wo.)CH | Erstveröffentlichung: 10. September 2020                                                          |
| 2021 | Aventador 8                             | DE4 (4 Wo.)DE | AT7 (4 Wo.)AT | CH11 (3 Wo.)CH | Erstveröffentlichung: 4. März 2021 feat. Jamule                                                   |
| 2021 | Unter Verdacht 8                        | DE8 (3 Wo.)DE | AT8 (2 Wo.)AT | CH9 (2 Wo.)CH | Erstveröffentlichung: 15. April 2021 feat. Ngee                                                   |
| 2021 | Die zwei kenn ich 8                     | DE19 (2 Wo.)DE | AT26 (1 Wo.)AT | CH33 (1 Wo.)CH | Erstveröffentlichung: 8. Juli 2021 feat. King Khalil                                              |
| 2021 | Mbappé 8                                | DE27 (1 Wo.)DE | AT54 (1 Wo.)AT | CH85 (1 Wo.)CH | Erstveröffentlichung: 15. Juli 2021 feat. Farid Bang & Kontra K                                   |
| 2021 | Die Wahrheit ist kein Hit 8             | DE93 (1 Wo.)DE | — | — | Erstveröffentlichung: 19. Juli 2021                                                               |
| 2021 | Hops 8                                  | DE31 (1 Wo.)DE | AT50 (1 Wo.)AT | CH53 (1 Wo.)CH | Erstveröffentlichung: 26. August 2021 feat. Ngee                                                  |
| 2021 | Auch wenn es nicht viele verstehen –    | DE— aDE | — | — | Erstveröffentlichung: 15. November 2021                                                           |
| 2021 | Ein Jahr 8                              | DE4 (8 Wo.)DE | AT12 (2 Wo.)AT | CH17 (3 Wo.)CH | Erstveröffentlichung: 18. November 2021 feat. Montez                                              |
| 2022 | Quit 8                                  | DE20 (4 Wo.)DE | AT39 (1 Wo.)AT | CH46 (1 Wo.)CH | Erstveröffentlichung: 3. Februar 2022 feat. ART & Mvna                                            |
| 2022 | Auf die Feinde 8                        | DE22 (1 Wo.)DE | AT17 (1 Wo.)AT | CH32 (1 Wo.)CH | Erstveröffentlichung: 24. Februar 2022 feat. RAF Camora                                           |
| 2022 | Nur ein Song (I Need Some Sleep) 8      | DE22 (2 Wo.)DE | AT24 (1 Wo.)AT | CH27 (2 Wo.)CH | Erstveröffentlichung: 3. März 2022                                                                |
| 2022 | Stop Wars –                             | DE91 (1 Wo.)DE | — | — | Erstveröffentlichung: 4. März 2022 mit Kalazh44 & Kontra K                                        |
| 2022 | Easy Joker EP                           | — | — | — | Erstveröffentlichung: 9. März 2022 als Joker Bra feat. Vize                                       |
| 2022 | Gott ist mein Zeuge 8                   | DE23 (1 Wo.)DE | AT29 (1 Wo.)AT | CH27 (1 Wo.)CH | Erstveröffentlichung: 9. März 2022                                                                |
| 2022 | Karma Deutschrap brandneu               | DE33 (1 Wo.)DE | AT48 (1 Wo.)AT | CH48 (1 Wo.)CH | Erstveröffentlichung: 6. Mai 2022 mit Farid Bang                                                  |
| 2022 | Molotov Deutschrap brandneu             | DE23 (1 Wo.)DE | AT56 (1 Wo.)AT | CH46 (1 Wo.)CH | Erstveröffentlichung: 20. Mai 2022 mit Farid Bang feat. Kollegah                                  |
| 2022 | Beretta Deutschrap brandneu             | DE10 (6 Wo.)DE | AT26 (2 Wo.)AT | CH22 (2 Wo.)CH | Erstveröffentlichung: 3. Juni 2022 mit Farid Bang feat. Sanna                                     |
| 2022 | Renn renn Deutschrap brandneu           | DE29 (1 Wo.)DE | AT69 (1 Wo.)AT | CH47 (1 Wo.)CH | Erstveröffentlichung: 24. Juni 2022 mit Farid Bang feat. Haftbefehl                               |
| 2022 | Musik –                                 | DE26 (2 Wo.)DE | AT44 (1 Wo.)AT | CH39 (1 Wo.)CH | Erstveröffentlichung: 15. September 2022 mit Lucry & Suena                                        |
| 2022 | 0Uhr26 –                                | DE18 (2 Wo.)DE | AT28 (1 Wo.)AT | CH40 (1 Wo.)CH | Erstveröffentlichung: 13. Oktober 2022 mit Lucry & Suena                                          |
| 2022 | Ballerlaika –                           | DE95 (1 Wo.)DE | — | — | Erstveröffentlichung: 24. November 2022                                                           |
| 2023 | Kein Platz –                            | DE99 (1 Wo.)DE | — | — | Erstveröffentlichung: 8. Februar 2023                                                             |
| 2023 | AK47 –                                  | DE91 (1 Wo.)DE | — | — | Erstveröffentlichung: 10. Mai 2023 feat. Pano                                                     |
| 2023 | Bentley in weiß –                       | DE43 (1 Wo.)DE | AT55 (1 Wo.)AT | CH39 (1 Wo.)CH | Erstveröffentlichung: 11. Mai 2023                                                                |
| 2023 | Belly Dance –                           | DE56 (1 Wo.)DE | — | — | Erstveröffentlichung: 25. Mai 2023 feat. Pano                                                     |
| 2023 | Hundert Jahre Eiszeit –                 | DE77 (1 Wo.)DE | — | — | Erstveröffentlichung: 8. Juni 2023 feat. Arlinda & Pano                                           |
| 2023 | Giuseppe Zanotti –                      | DE— bDE | — | — | Erstveröffentlichung: 29. Juni 2023 feat. Pano                                                    |
| 2023 | El naseeni –                            | — | — | — | Erstveröffentlichung: 13. Juli 2023 feat. Ilatch                                                  |
| 2023 | Wesh bira –                             | DE80 (1 Wo.)DE | — | — | Erstveröffentlichung: 3. August 2023 feat. Ozan                                                   |
| 2023 | Ale Ale –                               | DE— cDE | — | — | Erstveröffentlichung: 10. August 2023                                                             |
| 2023 | Bra Musik –                             | — | — | — | Erstveröffentlichung: 17. August 2023 feat. Ilatch & Ozan                                         |
| 2023 | Was geht –                              | DE— dDE | — | — | Erstveröffentlichung: 24. August 2023 feat. Otto                                                  |
| 2023 | Ja Capi –                               | DE81 (1 Wo.)DE | — | — | Erstveröffentlichung: 31. August 2023                                                             |
| 2023 | NaNa –                                  | — | — | — | Erstveröffentlichung: 31. August 2023 als Joker Bra feat. Ayaz                                    |
| 2023 | Arkham Asylum –                         | DE15 (1 Wo.)DE | AT18 (1 Wo.)AT | CH17 (1 Wo.)CH | Erstveröffentlichung: 2. November 2023 als Capital Bra feat. Joker Bra                            |
| 2024 | Es tut mir Leid Vladyslav               | — | — | — | Erstveröffentlichung: 29. Februar 2024                                                            |
| 2024 | Regen auf der Fahrbahn Vladyslav        | DE61 (1 Wo.)DE | — | CH52 (1 Wo.)CH | Erstveröffentlichung: 14. März 2024 feat. Gringo & Sido                                           |
| 2024 | Schwarzes Haus Vladyslav                | — | — | — | Erstveröffentlichung: 28. März 2024                                                               |
| 2024 | Kaputte Nikes Vladyslav                 | DE91 (1 Wo.)DE | — | — | Erstveröffentlichung: 4. April 2024 feat. 1986zig                                                 |
| 2024 | Neymar 2 –                              | DE59 (1 Wo.)DE | AT60 (1 Wo.)AT | CH69 (1 Wo.)CH | Erstveröffentlichung: 24. Mai 2024 feat. Underamor Clique                                         |
| 2024 | Kein Liebeslied –                       | — | — | — | Erstveröffentlichung: 8. Juni 2024                                                                |
| 2024 | Dum Dum –                               | — | — | — | Erstveröffentlichung: 13. Juni 2024                                                               |
| 2024 | Kreide 2 –                              | DE— eDE | — | — | Erstveröffentlichung: 21. Juni 2024 feat. King Khalil                                             |
| 2024 | Lavendel –                              | DE— fDE | — | — | Erstveröffentlichung: 26. Juni 2024 feat. Sayme                                                   |
| 2024 | Liebe ist… –                            | DE— gDE | — | — | Erstveröffentlichung: 11. Juli 2024                                                               |
| 2024 | Give Me Money –                         | — | — | — | Erstveröffentlichung: 26. Juli 2024                                                               |
| 2024 | Narco Narco –                           | DE— hDE | — | — | Erstveröffentlichung: 15. August 2024                                                             |
| Folgende Lieder erschienen nicht als Single, wurden aber durch das Album zum Download und Streaming bereitgestellt und konnten somit eine Platzierung erlangen: |                                         | | | |                                                                                                   |
| |                                         | | | |                                                                                                   |
| 2017 | Kuku187 Makarov Komplex                 | DE84 (1 Wo.)DE | — | — | Charteinstieg: 10. Februar 2017 feat. LX                                                          |
| 2017 | Na Na Na Blyat                          | DE33 Gold · (9 Wo.)DE | AT49 (1 Wo.)AT | CH54 (2 Wo.)CH | Charteinstieg: 6. Oktober 2017 Verkäufe: + 200.000; feat. Ufo361                                  |
| 2017 | Zweistellige Haftstrafen Blyat          | DE43 (2 Wo.)DE | AT47 (1 Wo.)AT | CH58 (1 Wo.)CH | Charteinstieg: 6. Oktober 2017 Videoauskopplung: 22. Oktober 2017 feat. King Khalil               |
| 2017 | Paff paff weiter 2 Blyat                | DE59 (1 Wo.)DE | — | CH77 (1 Wo.)CH | Charteinstieg: 6. Oktober 2017 feat. Gzuz                                                         |
| 2017 | Das Leben ist so Blyat                  | DE64 (1 Wo.)DE | — | — | Charteinstieg: 6. Oktober 2017 feat. Olexesh                                                      |
| 2017 | Wer hoch fliegt fällt tief Blyat        | DE77 (1 Wo.)DE | — | — | Charteinstieg: 6. Oktober 2017                                                                    |
| 2017 | Mademoiselle Blyat                      | DE84 (1 Wo.)DE | — | — | Charteinstieg: 6. Oktober 2017                                                                    |
| 2017 | Bra macht die AK Blyat                  | DE99 (1 Wo.)DE | — | — | Charteinstieg: 6. Oktober 2017 feat. AK Ausserkontrolle                                           |
| 2018 | Kennzeichen B-TK Berlin lebt            | DE4 Gold · (14 Wo.)DE | AT2 (6 Wo.)AT | CH10 (1 Wo.)CH | Charteinstieg: 29. Juni 2018 Verkäufe: + 200.000; feat. King Khalil                               |
| 2018 | Wann dann Berlin lebt                   | DE18 (12 Wo.)DE | AT14 (6 Wo.)AT | CH15 (1 Wo.)CH | Charteinstieg: 29. Juni 2018 feat. Capital T                                                      |
| 2018 | Giselle Bündchen Berlin lebt            | DE20 (2 Wo.)DE | AT21 (1 Wo.)AT | — | Charteinstieg: 29. Juni 2018                                                                      |
| 2018 | Darby Berlin lebt                       | DE23 (2 Wo.)DE | AT37 (1 Wo.)AT | — | Charteinstieg: 29. Juni 2018 feat. AK Ausserkontrolle                                             |
| 2018 | Gutes Herz Berlin lebt                  | DE24 (1 Wo.)DE | AT23 (1 Wo.)AT | — | Charteinstieg: 29. Juni 2018 feat. KC Rebell                                                      |
| 2018 | Panzer, Tiger Berlin lebt               | DE31 (1 Wo.)DE | AT36 (1 Wo.)AT | — | Charteinstieg: 29. Juni 2018 feat. Farid Bang                                                     |
| 2018 | Ballert Berlin lebt                     | DE48 (1 Wo.)DE | AT56 (1 Wo.)AT | — | Charteinstieg: 29. Juni 2018                                                                      |
| 2018 | Baba Flow Berlin lebt                   | DE60 (1 Wo.)DE | AT67 (1 Wo.)AT | — | Charteinstieg: 29. Juni 2018                                                                      |
| 2018 | Glaub mir Berlin lebt                   | DE70 (1 Wo.)DE | AT66 (1 Wo.)AT | — | Charteinstieg: 29. Juni 2018                                                                      |
| 2018 | Meine Welt Berlin lebt                  | DE71 (1 Wo.)DE | AT73 (1 Wo.)AT | — | Charteinstieg: 29. Juni 2018 feat. King Khalil                                                    |
| 2018 | Packen Berlin lebt                      | DE75 (1 Wo.)DE | — | — | Charteinstieg: 29. Juni 2018                                                                      |
| 2018 | Maybach Allein                          | DE16 (3 Wo.)DE | — | CH16 (2 Wo.)CH | Charteinstieg: 9. November 2018 feat. Bushido                                                     |
| 2018 | Selbst verdient Allein                  | DE19 (3 Wo.)DE | — | — | Charteinstieg: 9. November 2018                                                                   |
| 2018 | Schüsse fallen Allein                   | DE40 (2 Wo.)DE | — | — | Charteinstieg: 9. November 2018 feat. Samra                                                       |
| 2018 | Lass mal diese Allein                   | DE41 (2 Wo.)DE | — | — | Charteinstieg: 9. November 2018 feat. Olexesh                                                     |
| 2018 | Trikot von Turin Allein                 | DE43 (1 Wo.)DE | — | — | Charteinstieg: 9. November 2018                                                                   |
| 2018 | Safari Allein                           | DE57 (1 Wo.)DE | — | — | Charteinstieg: 9. November 2018 feat. Zuna                                                        |
| 2018 | Benz Diggi Allein                       | DE59 (1 Wo.)DE | — | — | Charteinstieg: 9. November 2018 feat. Samra                                                       |
| 2018 | Ya Salam Allein                         | DE68 (1 Wo.)DE | — | — | Charteinstieg: 9. November 2018                                                                   |
| 2018 | Gucci Capi Tief Allein                  | DE74 (1 Wo.)DE | — | — | Charteinstieg: 9. November 2018                                                                   |
| 2019 | Bye Bye CB6                             | DE7 (9 Wo.)DE | AT6 (1 Wo.)AT | CH12 (1 Wo.)CH | Charteinstieg: 19. April 2019 feat. Nimo                                                          |
| 2019 | Cabriolet CB6                           | DE20 (2 Wo.)DE | — | — | Charteinstieg: 19. April 2019                                                                     |
| 2019 | Steh auf CB6                            | DE21 (3 Wo.)DE | — | — | Charteinstieg: 19. April 2019                                                                     |
| 2019 | Click Click CB6                         | DE22 (3 Wo.)DE | — | — | Charteinstieg: 19. April 2019 feat. Samra                                                         |
| 2019 | Van der Vaart CB6                       | DE26 (3 Wo.)DE | — | — | Charteinstieg: 19. April 2019 feat. Nash                                                          |
| 2019 | Schon ok CB6                            | DE30 (2 Wo.)DE | — | — | Charteinstieg: 19. April 2019                                                                     |
| 2019 | Sollte so sein CB6                      | DE32 (2 Wo.)DE | — | — | Charteinstieg: 19. April 2019                                                                     |
| 2019 | Mexican Mafia CB6                       | DE34 (1 Wo.)DE | — | — | Charteinstieg: 19. April 2019                                                                     |
| 2019 | Leg CB6                                 | DE37 (1 Wo.)DE | — | — | Charteinstieg: 19. April 2019                                                                     |
| 2019 | Kalt CB6                                | DE39 (2 Wo.)DE | — | — | Charteinstieg: 19. April 2019                                                                     |
| 2019 | Schwarze Locken CB6                     | DE48 (1 Wo.)DE | — | — | Charteinstieg: 19. April 2019                                                                     |
| 2019 | Blech CB6                               | DE50 (1 Wo.)DE | — | — | Charteinstieg: 19. April 2019                                                                     |
| 2019 | Für uns CB6                             | DE62 (1 Wo.)DE | — | — | Charteinstieg: 19. April 2019                                                                     |
| 2019 | Purple Rain Berlin lebt 2               | DE50 Gold · (3 Wo.)DE | — | — | Charteinstieg: 25. Oktober 2019 Verkäufe: + 200.000; mit Samra feat. Santos                       |
| 2019 | Lieber Gott Berlin lebt 2               | DE62 (2 Wo.)DE | — | — | Charteinstieg: 25. Oktober 2019 mit Samra                                                         |
| 2019 | So alleine Berlin lebt 2                | DE87 (1 Wo.)DE | — | — | Charteinstieg: 25. Oktober 2019 mit Samra                                                         |
| 2020 | Tick Tash Anders                        | DE85 (1 Wo.)DE | — | — | Charteinstieg: 24. April 2020 als Joker Bra                                                       |
| 2020 | Einsam an der Spitze CB7                | DE2 (6 Wo.)DE | AT2 (5 Wo.)AT | CH5 (6 Wo.)CH | Videoauskopplung: 18. September 2020 Charteinstieg: 25. September 2020                            |
| 2020 | Makarov Komplex II CB7                  | — | AT22 (1 Wo.)AT | CH31 (1 Wo.)CH | Videoauskopplung: 21. September 2020 Charteinstieg: 27. September 2020                            |
| 2020 | Wenn ich will CB7                       | DE— iDE | — | CH78 (1 Wo.)CH | Charteinstieg: 9. Oktober 2020 feat. Loredana                                                     |
| 2020 | Früher pleite heute Benz CB7            | DE— jDE | — | — | Charteinstieg: 9. Oktober 2020 feat. Nimo & Summer Cem                                            |
| 2022 | Halt die Zeit an Deutschrap brandneu    | DE69 (1 Wo.)DE | — | — | Charteinstieg: 22. Juli 2022 mit Farid Bang                                                       |

### Als Gastmusiker
| Jahr | Titel Album                                      | Höchstplatzierung, Gesamtwochen, AuszeichnungChartplatzierungen (Jahr, Titel, Album, Platzierungen, Wochen, Auszeichnungen, Anmerkungen) | Höchstplatzierung, Gesamtwochen, AuszeichnungChartplatzierungen (Jahr, Titel, Album, Platzierungen, Wochen, Auszeichnungen, Anmerkungen) | Höchstplatzierung, Gesamtwochen, AuszeichnungChartplatzierungen (Jahr, Titel, Album, Platzierungen, Wochen, Auszeichnungen, Anmerkungen) | Anmerkungen                                                                                                   |
| Jahr | Titel Album                                      | DE | AT | CH | Anmerkungen                                                                                                   |
| --- | ------------------------------------------------ | --- | --- | --- | --- |
| 2017 | Glück Kaviar & Toast                             | — | — | — | Erstveröffentlichung: 27. Oktober 2017 Joshi Mizu feat. Capital Bra                                           |
| 2018 | Unterwegs Powerbausa                             | DE76 (2 Wo.)DE | — | — | Erstveröffentlichung: 2. Februar 2018 Bausa feat. Capital Bra                                                 |
| 2018 | Power 808                                        | DE7 (6 Wo.)DE | AT21 (3 Wo.)AT | CH54 (2 Wo.)CH | Erstveröffentlichung: 16. März 2018 Ufo361 feat. Capital Bra                                                  |
| 2018 | Kokayn –                                         | — | — | — | Erstveröffentlichung: 23. März 2018 Kalazh44 feat. Capital Bra                                                |
| 2018 | Sturmmaske auf (Gold war gestern RMX) –          | DE— kDE | AT— kAT | CH— kCH | Erstveröffentlichung: 4. Mai 2018 Farid Bang & Kollegah feat. 18 Karat, Capital Bra, King Khalil & Summer Cem |
| 2018 | Chinchilla Endstufe                              | DE11 Gold · (13 Wo.)DE | AT14 (9 Wo.)AT | CH35 (2 Wo.)CH | Erstveröffentlichung: 11. Mai 2018 Verkäufe: + 200.000; Summer Cem feat. Capital Bra & KC Rebell              |
| 2018 | Für euch alle Mythos                             | DE1 Gold · (15 Wo.)DE | AT1 (12 Wo.)AT | CH2 (8 Wo.)CH | Erstveröffentlichung: 6. Juli 2018 Verkäufe: + 200.000; Bushido feat. Capital Bra & Samra                     |
| 2018 | Hubba Bubba M10 II                               | DE43 (2 Wo.)DE | AT65 (1 Wo.)AT | — | Erstveröffentlichung: 31. August 2018 Massiv feat. Capital Bra                                                |
| 2019 | Khabib Gringo City 2                             | DE36 (2 Wo.)DE | AT64 (1 Wo.)AT | CH95 (1 Wo.)CH | Erstveröffentlichung: 14. Februar 2019 Gringo feat. Capital Bra, Kalazh44 & HK                                |
| 2019 | DNA Hasso                                        | DE1 Platin · (18 Wo.)DE | AT1 (18 Wo.)AT | CH5 (13 Wo.)CH | Erstveröffentlichung: 15. Februar 2019 Verkäufe: + 400.000 KC Rebell feat. Capital Bra & Summer Cem           |
| 2019 | Free Semi Para Yok                               | — | — | — | Erstveröffentlichung: 20. Februar 2019 Berkan feat. Capital Bra                                               |
| 2019 | Messer –                                         | — | — | — | Erstveröffentlichung: 19. März 2019 Bosse & Prinz Pi feat. Capital Bra                                        |
| 2019 | Glitza G.T.A. (Gangster ticken anders)           | DE44 (1 Wo.)DE | — | — | Erstveröffentlichung: 29. März 2019 Milonair feat. Haftbefehl & Joker Bra                                     |
| 2019 | Ghetto –                                         | DE9 (6 Wo.)DE | AT11 (5 Wo.)AT | CH15 (5 Wo.)CH | Erstveröffentlichung: 6. Mai 2019 Samra feat. Brudi030, Capital Bra & Kalazh44                                |
| 2019 | Diamonds Nur noch nice                           | DE3 (21 Wo.)DE | AT5 (18 Wo.)AT | CH5 (14 Wo.)CH | Erstveröffentlichung: 14. Juni 2019 Summer Cem feat. Capital Bra                                              |
| 2019 | Viva la Dealer Die unendlichste Geschichte       | DE38 Platin · (24 Wo.)DE | AT60 Platin · (11 Wo.)AT | — | Erstveröffentlichung: 11. Juli 2019 Verkäufe: + 430.000; SDP feat. Capital Bra                                |
| 2019 | Yalla –                                          | — | — | — | Erstveröffentlichung: 22. Dezember 2019 Capital T feat. Capital Bra                                           |
| 2020 | Berlin Jibrail & Iblis                           | DE2 (8 Wo.)DE | AT2 (6 Wo.)AT | CH3 (6 Wo.)CH | Erstveröffentlichung: 12. März 2020 Samra feat. Capital Bra                                                   |
| 2020 | 365 Tage Jibrail & Iblis                         | DE4 (6 Wo.)DE | AT4 (4 Wo.)AT | CH7 (4 Wo.)CH | Erstveröffentlichung: 17. April 2020 Samra feat. Capital Bra                                                  |
| 2020 | Bam Bam Gringoworld                              | DE26 (2 Wo.)DE | AT31 (1 Wo.)AT | — | Erstveröffentlichung: 29. Mai 2020 Gringo feat. Capital Bra                                                   |
| 2020 | Imma Gute Stash                                  | DE68 (1 Wo.)DE | — | — | Erstveröffentlichung: 2. Juli 2020 Milonair feat. Joker Bra                                                   |
| 2020 | KaDeWe –                                         | — | — | — | Erstveröffentlichung: 3. September 2020 Fero feat. Joker Bra                                                  |
| 2020 | Amcaoğle Maximum III+                            | DE14 (3 Wo.)DE | AT24 (2 Wo.)AT | CH27 (2 Wo.)CH | Erstveröffentlichung: 10. September 2020 KC Rebell & Summer Cem feat. Capital Bra                             |
| 2020 | Leonardo –                                       | — | — | — | Erstveröffentlichung: 25. September 2020 Sandzo feat. Joker Bra                                               |
| 2020 | Frank Lucas Vergossenes Blut trocknet nie        | DE88 (1 Wo.)DE | — | — | Erstveröffentlichung: 15. Oktober 2020 Ramo feat. Joker Bra                                                   |
| 2020 | B.L.F.L. –                                       | DE4 (4 Wo.)DE | AT6 (3 Wo.)AT | CH5 (3 Wo.)CH | Erstveröffentlichung: 30. Oktober 2020 Azet feat. Capital Bra                                                 |
| 2021 | Hell Streben nach Glück                          | DE5 (5 Wo.)DE | AT10 (3 Wo.)AT | CH12 (3 Wo.)CH | Erstveröffentlichung: 21. Januar 2021 PA Sports feat. Capital Bra                                             |
| 2021 | No Comprendo Sold                                | DE3 (6 Wo.)DE | AT5 (5 Wo.)AT | CH16 (3 Wo.)CH | Erstveröffentlichung: 11. Februar 2021 Jamule feat. Capital Bra                                               |
| 2021 | Block Ufos überm Block                           | DE45 (1 Wo.)DE | — | — | Erstveröffentlichung: 25. März 2021 Hell Yes & Olexesh feat. Joker Bra                                        |
| 2021 | Blessed Trip                                     | DE2 Gold · (13 Wo.)DE | AT2 Platin · (11 Wo.)AT | CH8 (6 Wo.)CH | Erstveröffentlichung: 27. April 2021 Verkäufe: + 230.000; Cro feat. Capital Bra                               |
| 2021 | Sommer –                                         | DE3 (7 Wo.)DE | AT13 (4 Wo.)AT | CH20 (2 Wo.)CH | Erstveröffentlichung: 3. Juni 2021 Beatzarre & Djorkaeff feat. Capital Bra & Lea                              |
| 2021 | Vergib mir Normalität                            | DE15 (2 Wo.)DE | AT19 (1 Wo.)AT | CH21 (1 Wo.)CH | Erstveröffentlichung: 25. Juni 2021 Ngee feat. Capital Bra                                                    |
| 2021 | Kampfsport Asozialer Marokkaner                  | DE15 (3 Wo.)DE | AT22 (1 Wo.)AT | CH20 (2 Wo.)CH | Erstveröffentlichung: 2. Juli 2021 Farid Bang feat. Capital Bra                                               |
| 2021 | Rote Augen 2 Zwischen Millionen und Depressionen | DE20 (3 Wo.)DE | AT42 (1 Wo.)AT | CH69 (1 Wo.)CH | Erstveröffentlichung: 22. Juli 2021 Kalazh44 feat. Capital Bra                                                |
| 2021 | Das Beste –                                      | — | — | — | Erstveröffentlichung: 8. Oktober 2021 Lil Shrimp feat. Capital Bra                                            |
| 2021 | Gib ihr Flex Kinder der Straße                   | DE32 (2 Wo.)DE | AT39 (1 Wo.)AT | CH44 (1 Wo.)CH | Erstveröffentlichung: 15. Oktober 2021 Ngee feat. Capital Bra                                                 |
| 2022 | Keine Politik District 13                        | DE— lDE | — | — | Erstveröffentlichung: 21. April 2022 Kalazh44 feat. Capital Bra                                               |
| 2022 | Tell Me Secrets –                                | — | — | — | Erstveröffentlichung: 13. Mai 2022 Vize feat. Da Hool & Joker Bra                                             |
| 2022 | Echte Berliner Kinder der Straße                 | DE77 (1 Wo.)DE | — | — | Erstveröffentlichung: 24. Juni 2022 Ngee feat. Capital Bra                                                    |
| 2022 | Gottes Plan –                                    | DE42 (1 Wo.)DE | — | CH65 (1 Wo.)CH | Erstveröffentlichung: 12. August 2022 Ra’is feat. Capital Bra & Ngee                                          |
| 2022 | November Rain –                                  | DE— mDE | — | — | Erstveröffentlichung: 16. September 2022 Kalazh44 feat. Capital Bra                                           |
| 2022 | UUU –                                            | DE— nDE | — | — | Erstveröffentlichung: 2. Dezember 2022 Noah feat. Capital Bra                                                 |
| 2022 | Vija vija –                                      | DE68 (2 Wo.)DE | — | CH34 (2 Wo.)CH | Erstveröffentlichung: 30. Dezember 2022 DJ Gimi-O feat. Capital Bra                                           |
| 2023 | BMDBM –                                          | — | — | — | Erstveröffentlichung: 16. Februar 2023 Milonair feat. Capital Bra                                             |
| 2023 | Discokugel –                                     | DE62 (1 Wo.)DE | — | — | Erstveröffentlichung: 17. März 2023 Gustav & Noah feat. Capital Bra                                           |
| 2023 | Ghetto Ghetto –                                  | — | — | — | Erstveröffentlichung: 11. August 2023 Kalazh44 feat. Joker Bra                                                |
| 2023 | Dubai lebt –                                     | — | — | — | Erstveröffentlichung: 25. August 2023 Jigzaw feat. Capital Bra                                                |
| 2023 | Immer wieder –                                   | DE— oDE | — | — | Erstveröffentlichung: 29. September 2023 Kalazh44 feat. Capital Bra & Rote Mütze Raphi                        |
| Folgende Lieder erschienen nicht als Single, wurden aber durch das Album zum Download und Streaming bereitgestellt und konnten somit eine Platzierung erlangen: |                                                  | | | | |
| |                                                  | | | | |
| 2018 | Frisch aus dem Block Rolexesh                    | DE39 (2 Wo.)DE | — | CH70 (1 Wo.)CH | Charteinstieg: 9. März 2018 Olexesh feat. Capital Bra                                                         |
| 2018 | Inshallah Mythos                                 | DE3 (7 Wo.)DE | AT3 (6 Wo.)AT | CH2 (5 Wo.)CH | Charteinstieg: 5. Oktober 2018 Bushido feat. Capital Bra                                                      |
| 2018 | Guap Gang L.O.C.O.                               | DE15 (4 Wo.)DE | AT26 (1 Wo.)AT | CH28 (2 Wo.)CH | Charteinstieg: 30. November 2018 Luciano feat. Capital Bra                                                    |
| 2019 | Quapo Diablo EP                                  | DE80 (1 Wo.)DE | — | — | Charteinstieg: 1. Februar 2019 Noah feat. Capital Bra                                                         |
| 2020 | Guerilla Genkidama                               | — | AT59 (1 Wo.)AT | CH50 (1 Wo.)CH | Charteinstieg: 7. Juni 2020 Farid Bang feat. Capital Bra & Samra                                              |
| 2020 | Tief in die Nacht Jibrail & Iblis                | — | AT35 (1 Wo.)AT | CH37 (1 Wo.)CH | Charteinstieg: 26. April 2020 Samra feat. Capital Bra                                                         |
| 2020 | 7 Stunden Treppenhaus                            | DE10 Platin · (17 Wo.)DE | AT14 (8 Wo.)AT | CH27 Gold · (5 Wo.)CH | Videoauskopplung: 4. Juni 2020 Charteinstieg: 5. Juni 2020 Verkäufe: + 410.000; Lea feat. Capital Bra         |
| 2020 | Alles dreht sich Vollmond                        | DE9 (2 Wo.)DE | AT27 (1 Wo.)AT | CH51 (1 Wo.)CH | Charteinstieg: 2. Oktober 2020 Kontra K feat. Capital Bra                                                     |
| 2020 | White Nights Dreckig reden sauber flow’n         | DE42 (2 Wo.)DE | — | — | Charteinstieg: 9. Oktober 2020 Kalazh44 feat. Capital Bra                                                     |
| 2022 | Nachtschicht Himalaya EP                         | DE100 (1 Wo.)DE | — | — | Charteinstieg: 8. Juli 2022 Capo feat. Capital Bra, Haftbefehl & Farid Bang                                   |

## Musikvideos
| Jahr | Titel                                    | Regisseur(e)                    |
| ---- | ---------------------------------------- | ------------------------------- |
| 2015 | Vladimir Putin                           | Traviez Tuan Minh               |
| 2016 | Fluchtwagen glänzen                      | Ivan Derr, Nemanja Gavrilovic   |
| 2016 | Kreide                                   | Ivan Derr                       |
| 2016 | Ich mach alles kaputt                    |                                 |
| 2016 | Ala ba ba                                | Pretty Dirty                    |
| 2017 | Es geht ums Geschäft                     | Smk-pro                         |
| 2017 | Geld machen                              | Pretty Dirty                    |
| 2017 | Die Echten                               | Smk-pro                         |
| 2017 | Nur noch Gucci                           | Smk-pro                         |
| 2017 | Ghetto Massari                           | Smk-pro                         |
| 2017 | Kuku SlS                                 | Smk-pro                         |
| 2017 | Wer hoch fliegt fällt tief               | Smk-pro                         |
| 2017 | Zweistellige Haftstrafen                 | Orkan Çe                        |
| 2018 | Dealer aus Prinzip                       | Kenny Cole 18, Max Hawk 21      |
| 2018 | Unterwegs                                | Adal Giorgis                    |
| 2018 | Mama bitte wein’ nicht                   | Mustafa Ahmadi                  |
| 2018 | Power                                    | Christoph Szulecki              |
| 2018 | 5 Songs in einer Nacht                   | Fati.TV                         |
| 2018 | Neymar                                   | Fati.TV                         |
| 2018 | Chinchilla                               | Shaho Casado                    |
| 2018 | One Night Stand                          | Aki-Production                  |
| 2018 | Berlin lebt                              | Fati.TV                         |
| 2018 | Für euch alle                            | Orkan Çe                        |
| 2018 | Melodien                                 | Orkan Çe                        |
| 2018 | Hubba Bubba                              | J.S. Kuster                     |
| 2018 | Falsche Gesichter                        | Trice Vision                    |
| 2018 | Fightclub                                | Orkan Çe                        |
| 2018 | Roli Glitzer Glitzer                     | Orkan Çe                        |
| 2018 | Allein                                   | Sergen Isici                    |
| 2018 | Ich liebe es                             | Orkan Çe                        |
| 2018 | Liebe                                    |                                 |
| 2018 | Phantom                                  |                                 |
| 2018 | Heute gemacht                            | Maui Cannon                     |
| 2018 | Feuer                                    | Orkan Çe                        |
| 2018 | Ptitsa                                   |                                 |
| 2018 | Benzema                                  | Orkan Çe                        |
| 2018 | Irgend was anderes                       | Minuca Visión                   |
| 2018 | RS6                                      | Orkan Çe                        |
| 2018 | Schizo                                   | Heiko Hammer                    |
| 2019 | Lecker lecker                            | Sergen Isici                    |
| 2019 | Gucci Pulli L                            | Orkan Çe                        |
| 2019 | Fick 31er                                | Orkan Çe                        |
| 2019 | Prinzessa                                | Orkan Çe                        |
| 2019 | Press Press                              |                                 |
| 2019 | DNA                                      | Christoph Szulecki              |
| 2019 | Khabib                                   |                                 |
| 2019 | Mmh                                      | Mj. Cmg                         |
| 2019 | Teuer                                    | Prinz Pi                        |
| 2019 | Free Semi                                | BTN Films                       |
| 2019 | Capital Bra je m’appelle                 | Sergen Isici                    |
| 2019 | Wir ticken                               | Orkan Çe                        |
| 2019 | Cherry Lady                              | Mois                            |
| 2019 | Glitza                                   | Ondro                           |
| 2019 | Rolex                                    | Heiko Hammer                    |
| 2019 | Ghetto                                   | Heiko Hammer                    |
| 2019 | Wieder Lila                              | Heiko Hammer, Sergen Isici      |
| 2019 | Royal Rumble                             | Traviez the Director            |
| 2019 | Tilidin                                  | Heiko Hammer                    |
| 2019 | Zombie                                   | Heiko Hammer                    |
| 2019 | Viva la Dealer (Gestört aber GeiL Remix) | Marvin Ströter                  |
| 2019 | Nummer 1                                 | Heiko Hammer                    |
| 2019 | Huracan                                  | Heiko Hammer                    |
| 2019 | 110                                      | Heiko Hammer                    |
| 2019 | Berlin lebt wie nie zuvor                | Heiko Hammer                    |
| 2019 | Die Gang ist mein Team                   | Johannes Spiecker               |
| 2019 | Der Bratan bleibt der gleiche            | Heiko Hammer                    |
| 2020 | Baby                                     | Heiko Hammer                    |
| 2020 | Amex Black                               | Heiko Hammer                    |
| 2020 | 100k Cash                                | Heiko Hammer                    |
| 2020 | Passt mir so gar nicht                   | Heiko Hammer                    |
| 2020 | Belin                                    | Heiko Hammer                    |
| 2020 | 365 Tage                                 | Heiko Hammer                    |
| 2020 | Nicht verdient                           | Heiko Hammer                    |
| 2020 | Komm Komm                                | Heiko Hammer                    |
| 2020 | Bam Bam                                  | Orkan Çe                        |
| 2020 | 7 Stunden                                | Calvin Müller                   |
| 2020 | Ich weiß nicht mal wie sie heißt         | Heiko Hammer                    |
| 2020 | Imma Gute                                | Daniel Priess                   |
| 2020 | Andere Welt                              | Heiko Hammer                    |
| 2020 | Ausziehen                                |                                 |
| 2020 | Kafa Lalala                              |                                 |
| 2020 | Frühstück in Paris                       | Heiko Hammer                    |
| 2020 | Paradise                                 |                                 |
| 2020 | KaDeWe                                   | Tahsin Özcan                    |
| 2020 | Berlin lebt immer noch                   | Heiko Hammer                    |
| 2020 | Einsam an der Spitze                     | Leonelruben                     |
| 2020 | Makarov Komplex II                       | Heiko Hammer                    |
| 2020 | Frank Lucas                              | Erhan Dogan                     |
| 2020 | Amcaoğle                                 | Daniel Zlotin                   |
| 2020 | B.L.F.L.                                 | Farhan Sonan, Imran Sonan       |
| 2021 | Hell                                     | Erhan Dogan                     |
| 2021 | No Comprendo                             | Emrah Bayka                     |
| 2021 | Aventador                                | Heiko Hammer                    |
| 2021 | Unter Verdacht                           | Adrian Meschi                   |
| 2021 | Blessed                                  | Lars Timmermann                 |
| 2021 | Sommer                                   | Serge Mattukat                  |
| 2021 | Vergib mir                               | Magic Mayer                     |
| 2021 | Kampfsport                               | Mohamed Elbouhlali              |
| 2021 | Die zwei kenn ich                        | Gordienkofilms                  |
| 2021 | Mbappé                                   |                                 |
| 2021 | Die Wahrheit ist kein Hit                | Heiko Hammer                    |
| 2021 | Rote Augen 2                             | Stanley Floyd, Yeeiid           |
| 2021 | Hops                                     | Christoph Szulecki              |
| 2021 | Gib ihr Flex                             | Adrian Meschi                   |
| 2021 | Auch wenn es nicht viele verstehen       |                                 |
| 2021 | Ein Jahr                                 | Hely Doan, Traviez the Director |
| 2022 | Gott ist mein Zeuge                      | Fati.TV                         |
| 2022 | Karma                                    | Blaank Films                    |
| 2022 | Molotov                                  | MacDuke                         |
| 2022 | Tell Me Secrets                          | Zyrkus                          |
| 2022 | Beretta                                  | Robert Wunsch                   |
| 2022 | Echte Berliner                           | Gordienkofilms                  |
| 2022 | Renn renn                                | Benny030                        |
| 2022 | Gottes Plan                              | Alldifferent                    |
| 2022 | Musik                                    | MacDuke                         |
| 2022 | November Rain                            | Davincim4                       |
| 2022 | 0Uhr26                                   | MacDuke                         |
| 2022 | Ballerlaika                              | Besian Kukiqi                   |
| 2022 | UUU                                      | Besian Kukiqi                   |
| 2022 | Vija vija                                | Besian Kukiqi                   |
| 2023 | Kein Platz                               |                                 |
| 2023 | BMDBM                                    | Dominic Witt                    |
| 2023 | Discokugel                               | Benny 030                       |
| 2023 | AK47                                     |                                 |
| 2023 | Bentley in weiß                          |                                 |
| 2023 | Belly Dance                              | Mindcut                         |
| 2023 | Hundert Jahre Eiszeit                    | Deca Flex                       |
| 2023 | Giuseppe Zanotti                         |                                 |
| 2023 | El naseeni                               |                                 |
| 2023 | Wesh bira                                |                                 |
| 2023 | Ale Ale                                  |                                 |
| 2023 | Bra Musik                                |                                 |
| 2023 | Was geht                                 |                                 |
| 2023 | Dubai lebt                               |                                 |
| 2023 | Ja Capi                                  |                                 |
| 2023 | NaNa                                     |                                 |
| 2023 | Arkham Asylum                            | Fati.TV                         |
| 2024 | Es tut mir Leid                          | Kai 309, Tom Voß                |
| 2024 | Regen auf der Fahrbahn                   | Kai 309, Tom Voß                |
| 2024 | Schwarzes Haus                           | Kai 309, Tom Voß                |
| 2024 | Kaputte Nikes                            | Kai 309, Tom Voß                |
| 2024 | Neymar 2                                 | Caso, Mihailo Jevremovic        |
| 2024 | Dum Dum                                  | Dieserbobby                     |
| 2024 | Kreide 2                                 | Davincim4                       |
| 2024 | Give Me Money                            | Kai 309, Tom Voß                |

## Sonderveröffentlichungen

### Alben
| Jahr | Titel Musiklabel                           | Anmerkungen                                                                              |
| ---- | ------------------------------------------ | ---------------------------------------------------------------------------------------- |
| 2017 | Oh Kolleg Auf!Keinen!Fall! (UMG)           | Erstveröffentlichung: 3. Februar 2017 Teil des Boxsets von Makarov Komplex               |
| 2017 | Blyat EP Auf!Keinen!Fall! (UMG)            | Erstveröffentlichung: 29. September 2017 Teil des Boxsets von Blyat                      |
| 2018 | 5 Songs in einer Nacht EP Team Kuku (Sony) | Erstveröffentlichung: 22. Juni 2018 Teil des Boxsets von Berlin lebt                     |
| 2018 | Fickt euch alle EP Ersguterjunge (Sony)    | Erstveröffentlichung: 28. September 2018 Teil des Boxsets von Mythos                     |
| 2020 | Anders Urban Records (UMG)                 | Erstveröffentlichung: 16. April 2020 Teil des Boxsets von Jibrail & Iblis; als Joker Bra |
| 2022 | Joker EP Bra Musik • Urban Records (UMG)   | Erstveröffentlichung: 10. März 2022 Teil des Boxsets von 8; als Joker Bra                |

### Lieder
| Jahr | Titel Album                                                       | Anmerkungen                                                                             |
| ---- | ----------------------------------------------------------------- | --------------------------------------------------------------------------------------- |
| 2014 | Düsseldorfer Remix Wieder mal angeklagt (Milfhunter-Edition)      | Erstveröffentlichung: 23. Mai 2014 Al-Gear feat. AlmanG, Capital, El Mo, Noel & Yay Rif |
| 2015 | Von der Straße ins Reich Capoera                                  | Erstveröffentlichung: 9. Januar 2015 Capkekz feat. Al-Gear, Capital, El-Mouss & Massiv  |
| 2016 | Paff Paff und weiter High & hungrig 2 – Bonus EP                  | Erstveröffentlichung: 27. Mai 2016 Gzuz feat. Capital                                   |
| 2016 | Kein Erbarmen Ich bin 2 Berliner                                  | Erstveröffentlichung: 30. September 2016 Ufo361 feat. Capital Bra                       |
| 2017 | Wer Ich bin 3 Berliner                                            | Erstveröffentlichung: 28. April 2017 Ufo361 feat. Capital Bra & Xatar                   |
| 2017 | Wer weiß das schon A.S.S.N.                                       | Erstveröffentlichung: 5. Mai 2017 AK Ausserkontrolle feat. Capital Bra                  |
| 2017 | Ich wollte niemals rappen Grenzenlos                              | Erstveröffentlichung: 22. September 2017 Magnis feat. Capital Bra                       |
| 2017 | Bis sich alles dreht Diaspora                                     | Erstveröffentlichung: 27. Oktober 2017 Celo & Abdi feat. Capital Bra                    |
| 2017 | Glück Kaviar & Toast                                              | Erstveröffentlichung: 10. November 2017 Joshi Mizu feat. Capital Bra                    |
| 2018 | Unterwegs Powerbausa                                              | Erstveröffentlichung: 9. Februar 2018 Bausa feat. Capital Bra                           |
| 2018 | Frisch aus dem Block Rolexesh                                     | Erstveröffentlichung: 2. März 2018 Olexesh feat. Capital Bra                            |
| 2018 | Dealer aus Prinzip Kuku Effekt                                    | Erstveröffentlichung: 9. März 2018 King Khalil feat. Capital Bra                        |
| 2018 | Stapel Cash Kuku Effekt                                           | Erstveröffentlichung: 9. März 2018 King Khalil feat. Capital Bra                        |
| 2018 | Power 808                                                         | Erstveröffentlichung: 13. April 2018 Ufo361 feat. Capital Bra                           |
| 2018 | 7 KG Wolke 7 – Bonus EP                                           | Erstveröffentlichung: 25. Mai 2018 Gzuz feat. Capital Bra                               |
| 2018 | Savage Dardy Luther King Pt. II                                   | Erstveröffentlichung: 6. Juli 2018 Dardan feat. Capital Bra                             |
| 2018 | Chinchilla Endstufe                                               | Erstveröffentlichung: 27. Juli 2018 Summer Cem feat. Capital Bra & KC Rebell            |
| 2018 | Hubba Bubba M10 II                                                | Erstveröffentlichung: 14. September 2018 Massiv feat. Capital Bra                       |
| 2018 | Zinedine Alles oder Nix II                                        | Erstveröffentlichung: 21. September 2018 Xatar feat. Capital Bra                        |
| 2018 | Für euch alle Mythos                                              | Erstveröffentlichung: 28. September 2018 Bushido feat. Capital Bra & Samra              |
| 2018 | Inshallah Mythos                                                  | Erstveröffentlichung: 28. September 2018 Bushido feat. Capital Bra                      |
| 2018 | Guap Gang L.O.C.O.                                                | Erstveröffentlichung: 23. November 2018 Luciano feat. Capital Bra                       |
| 2018 | Best Friends Authentic Athletic 2                                 | Erstveröffentlichung: 30. November 2018 Olexesh feat. Capital Bra                       |
| 2018 | Richtung Para Kronjuwelen                                         | Erstveröffentlichung: 7. Dezember 2018 Sido feat. Capital Bra                           |
| 2019 | Quapo Diablo EP                                                   | Erstveröffentlichung: 25. Januar 2019 Noah feat. Capital Bra                            |
| 2019 | Free Semi Para Yok                                                | Erstveröffentlichung: 22. Februar 2019 Berkan feat. Capital Bra                         |
| 2019 | Viva la Dealer Die unendlichste Geschichte                        | Erstveröffentlichung: 1. März 2019 SDP feat. Capital Bra                                |
| 2019 | DNA Hasso                                                         | Erstveröffentlichung: 19. April 2019 KC Rebell feat. Capital Bra & Summer Cem           |
| 2019 | Gucci & Versace Je m’appelle kriminell                            | Erstveröffentlichung: 31. Mai 2019 18 Karat feat. Capital Bra                           |
| 2019 | Aufeinmal G.T.A. (Gangster ticken anders)                         | Erstveröffentlichung: 18. Juli 2019 Milonair feat. Capital Bra                          |
| 2019 | Glitza G.T.A. (Gangster ticken anders)                            | Erstveröffentlichung: 18. Juli 2019 Milonair feat. Haftbefehl & Joker Bra               |
| 2019 | 9mm Nix gibts Balazh EP                                           | Erstveröffentlichung: 1. Oktober 2019 Kalazh44 feat. Brudi030, Capital Bra & Samra      |
| 2019 | Diamonds Nur noch nice                                            | Erstveröffentlichung: 8. November 2019 Summer Cem feat. Capital Bra                     |
| 2020 | Narco Ben Welcome 2 Miami                                         | Erstveröffentlichung: 29. Januar 2020 Miami Yacine feat. Capital Bra                    |
| 2020 | Viva la Dealer (Live) 20 Jahre SDP – Die einmalige Jubiläums-Show | Erstveröffentlichung: 27. März 2020 SDP feat. Capital Bra                               |
| 2020 | 365 Tage Jibrail & Iblis                                          | Erstveröffentlichung: 16. April 2020 Samra feat. Capital Bra                            |
| 2020 | Berlin Jibrail & Iblis                                            | Erstveröffentlichung: 16. April 2020 Samra feat. Capital Bra                            |
| 2020 | Tief in die Nacht Jibrail & Iblis                                 | Erstveröffentlichung: 16. April 2020 Samra feat. Capital Bra                            |
| 2020 | 7 Stunden Treppenhaus                                             | Erstveröffentlichung: 29. Mai 2020 Lea feat. Capital Bra                                |
| 2020 | Guerilla Genkidama                                                | Erstveröffentlichung: 29. Mai 2020 Farid Bang feat. Capital Bra & Samra                 |
| 2020 | Alles dreht sich Vollmond                                         | Erstveröffentlichung: 25. September 2020 Kontra K feat. Capital Bra                     |
| 2020 | White Nights Dreckig reden sauber flow’n                          | Erstveröffentlichung: 2. Oktober 2020 Kalazh44 feat. Capital Bra                        |
| 2020 | Imma Gute Stash                                                   | Erstveröffentlichung: 15. Oktober 2020 Milonair feat. Joker Bra                         |
| 2020 | Narben Stash                                                      | Erstveröffentlichung: 15. Oktober 2020 Milonair feat. Capital Bra & Samra               |
| 2020 | Amcaoğle Maximum III+                                             | Erstveröffentlichung: 16. Oktober 2020 KC Rebell & Summer Cem feat. Capital Bra         |
| 2021 | Hell Streben nach Glück                                           | Erstveröffentlichung: 11. März 2021 PA Sports feat. Capital Bra                         |
| 2021 | Frank Lucas Vergossenes Blut trocknet nie                         | Erstveröffentlichung: 16. März 2021 Ramo feat. Joker Bra                                |
| 2021 | Keine Lockdown                                                    | Erstveröffentlichung: 2. April 2021 Majoe & Silva feat. Capital Bra                     |
| 2021 | Khabib Gringo City 2                                              | Erstveröffentlichung: 9. April 2021 Gringo feat. Capital Bra, Kalazh44 & HK             |
| 2021 | Bleib noch Futura                                                 | Erstveröffentlichung: 23. April 2021 Miksu/Macloud feat. Capital Bra & Lent             |
| 2021 | Blessed Trip                                                      | Erstveröffentlichung: 29. April 2021 Cro feat. Capital Bra                              |
| 2021 | No Comprendo Sold                                                 | Erstveröffentlichung: 29. April 2021 Jamule feat. Capital Bra                           |
| 2021 | Rote Augen 2 Zwischen Millionen und Depressionen                  | Erstveröffentlichung: 23. Juli 2021 Kalazh44 feat. Capital Bra                          |
| 2021 | Vergib mir Normalität                                             | Erstveröffentlichung: 6. August 2021 Ngee feat. Capital Bra                             |
| 2021 | Kampfsport Asozialer Marokkaner                                   | Erstveröffentlichung: 13. August 2021 Farid Bang feat. Capital Bra                      |
| 2021 | Block Ufos überm Block                                            | Erstveröffentlichung: 30. September 2021 Hell Yes & Olexesh feat. Joker Bra             |
| 2021 | Bam Bam Gringoworld                                               | Erstveröffentlichung: 8. Oktober 2021 Gringo feat. Capital Bra                          |
| 2022 | Keine Politik District 13                                         | Erstveröffentlichung: 22. April 2022 Kalazh44 feat. Capital Bra                         |
| 2022 | Nachtschicht Himalaya EP                                          | Erstveröffentlichung: 1. Juli 2022 Capo feat. Capital Bra, Farid Bang & Haftbefehl      |
| 2022 | Echte Berliner Kinder der Straße                                  | Erstveröffentlichung: 26. August 2022 Ngee feat. Capital Bra                            |
| 2022 | Gib ihr Flex Kinder der Straße                                    | Erstveröffentlichung: 26. August 2022 Ngee feat. Capital Bra                            |
| 2022 | Hoch mit dem Preis Kinder der Straße                              | Erstveröffentlichung: 26. August 2022 Ngee feat. Capital Bra                            |
| 2023 | Bricks Coco Ruff                                                  | Erstveröffentlichung: 28. April 2023 Mashkal & Ya feat. Capital Bra & Gringo            |

| Jahr | Titel Soundtrack zu               | Anmerkungen                              |
| ---- | --------------------------------- | ---------------------------------------- |
| 2018 | Falsche Gesichter Asphaltgorillas | Erstveröffentlichung: 28. September 2018 |

### Videoalben
| Jahr | Titel Musiklabel                                      | Anmerkungen                                                          |
| ---- | ----------------------------------------------------- | -------------------------------------------------------------------- |
| 2017 | Die Echte – Tour DVD in Berlin Auf!Keinen!Fall! (UMG) | Erstveröffentlichung: 29. September 2017 Teil des Boxsets von Blyat  |
| 2018 | Tour Blog Team Kuku (Sony)                            | Erstveröffentlichung: 22. Juni 2018 Teil des Boxsets von Berlin lebt |

## Promoveröffentlichungen
| Jahr | Titel Album             | Anmerkungen                                                                        |
| ---- | ----------------------- | ---------------------------------------------------------------------------------- |
| 2019 | 9mm Nix gibts Balazh EP | Erstveröffentlichung: 1. Oktober 2019 Kalazh44 feat. Brudi030, Capital Bra & Samra |
| 2024 | Dünnes Eis Vladyslav    | Erstveröffentlichung: 5. April 2024 feat. Joelina                                  |
| 2024 | Louis & Prada Vladyslav | Erstveröffentlichung: 6. April 2024 feat. Ozan Bra                                 |
| 2024 | Halbmond Vladyslav      | Erstveröffentlichung: 7. April 2024 feat. Kalazh44                                 |
| 2024 | Flügel Vladyslav        | Erstveröffentlichung: 8. April 2024 feat. Samo104                                  |
| 2024 | Enemies Vladyslav       | Erstveröffentlichung: 9. April 2024 feat. Baro Dano & Mashkal                      |
| 2024 | Alles Nasip Vladyslav   | Erstveröffentlichung: 10. April 2024 feat. HK                                      |
| 2024 | Call of Duty –          | Erstveröffentlichung: 2. August 2024 Teil der „64-Bars“-Reihe                      |

## Statistik

### Chartauswertung
|                     | DE     | AT     | CH     |
| ------------------- | ------ | ------ | ------ |
| Nummer-eins-Alben   | DE5DE  | AT5AT  | CH4CH  |
| Top-10-Alben        | DE9DE  | AT9AT  | CH8CH  |
| Alben in den Charts | DE11DE | AT11AT | CH10CH |

|                       | DE      | AT      | CH     |
| --------------------- | ------- | ------- | ------ |
| Nummer-eins-Singles   | DE22DE  | AT18AT  | CH7CH  |
| Top-10-Singles        | DE56DE  | AT48AT  | CH41CH |
| Singles in den Charts | DE157DE | AT100AT | CH91CH |

### Auszeichnungen für Musikverkäufe
Anmerkung: Auszeichnungen in Ländern aus den Charttabellen bzw. Chartboxen sind in ebendiesen zu finden.
| Land/RegionAuszeichnungen für Musikverkäufe (Land/Region, Auszeichnungen, Verkäufe, Quellen) | Gold       | Platin       | Verkäufe   | Quellen                                   |
| -------------------------------------------------------------------------------------------- | ---------- | ------------ | ---------- | ----------------------------------------- |
| Deutschland (BVMI)                                                                           | 34× Gold34 | 14× Platin14 | 12.200.000 | musikindustrie.de                         |
| Österreich (IFPI)                                                                            | 5× Gold5   | 5× Platin5   | 225.000    | ifpi.at (Capital Bra) ifpi.at (Joker Bra) |
| Schweiz (IFPI)                                                                               | Gold1      | —            | 10.000     | hitparade.ch                              |
| Insgesamt                                                                                    | 40× Gold40 | 19× Platin19 |            |                                           |